# Rozsomákformák
A rozsomákformák (Guloninae) a menyétfélék családjának egy alcsaládja. Négy nem és 11 ma élő faj tartozik az alcsaládba.

## Rendszerezés
Az alcsalád az alábbi nemeket és fajokat foglalja magában.
- Gulo (Pallas, 1780) – 1 faj
  - rozsomák (Gulo gulo)

- Eira (Smith, 1842) – 1 faj
  - taira (Eira barbara)

- Martes (Pinel, 1792) – 8 faj
- Alopecogale alnem, 2 faj
  - amerikai nyest (Martes americana)
  - nyugati nyest (Martes caurina) - az amerikai nyestről leválasztott faj
- Charronia alnem, 2 faj
  - sárgatorkú nyest (Martes flavigula)
  - Gwatkins-nyest (Martes gwatkinsii)
- Crocutictis alnem, 2 faj
  - coboly (Martes zibellina)
  - japán vagy feketelábú nyest (Martes melampus)

- Martes alnem, 2 faj
  - közönséges nyest (Martes foina) – típusfaj
  - nyuszt (Martes martes)

- Pekania – 1 faj
  - Halásznyest (Pekania pennanti)

## További információk

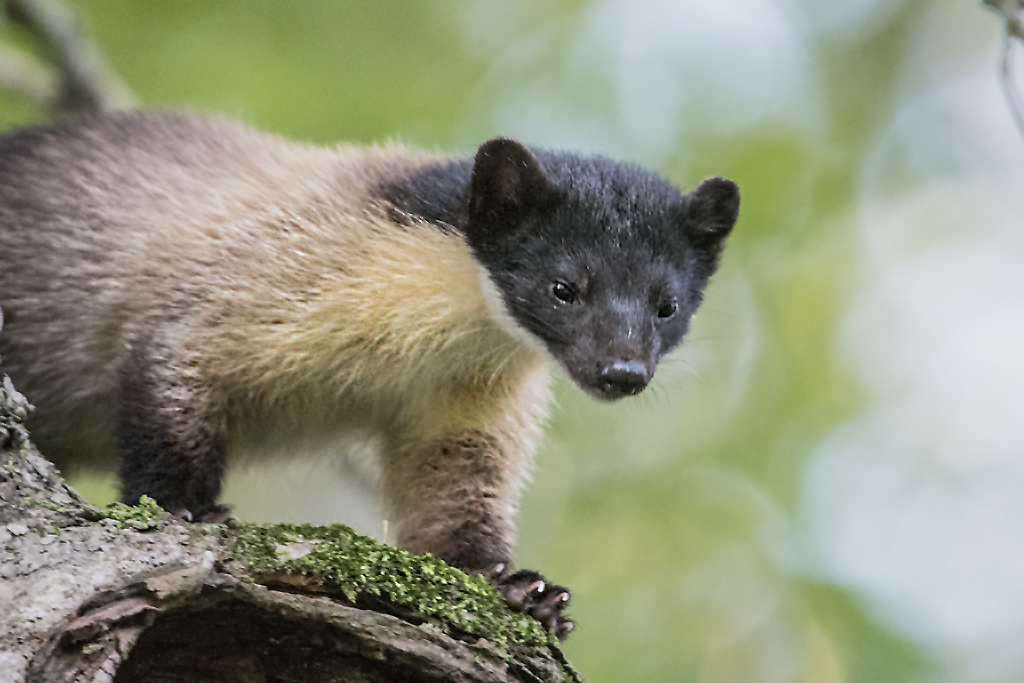
sárgatorkú nyest (Martes flavigula)

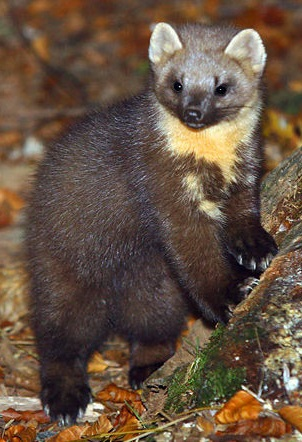
nyuszt (Martes martes)

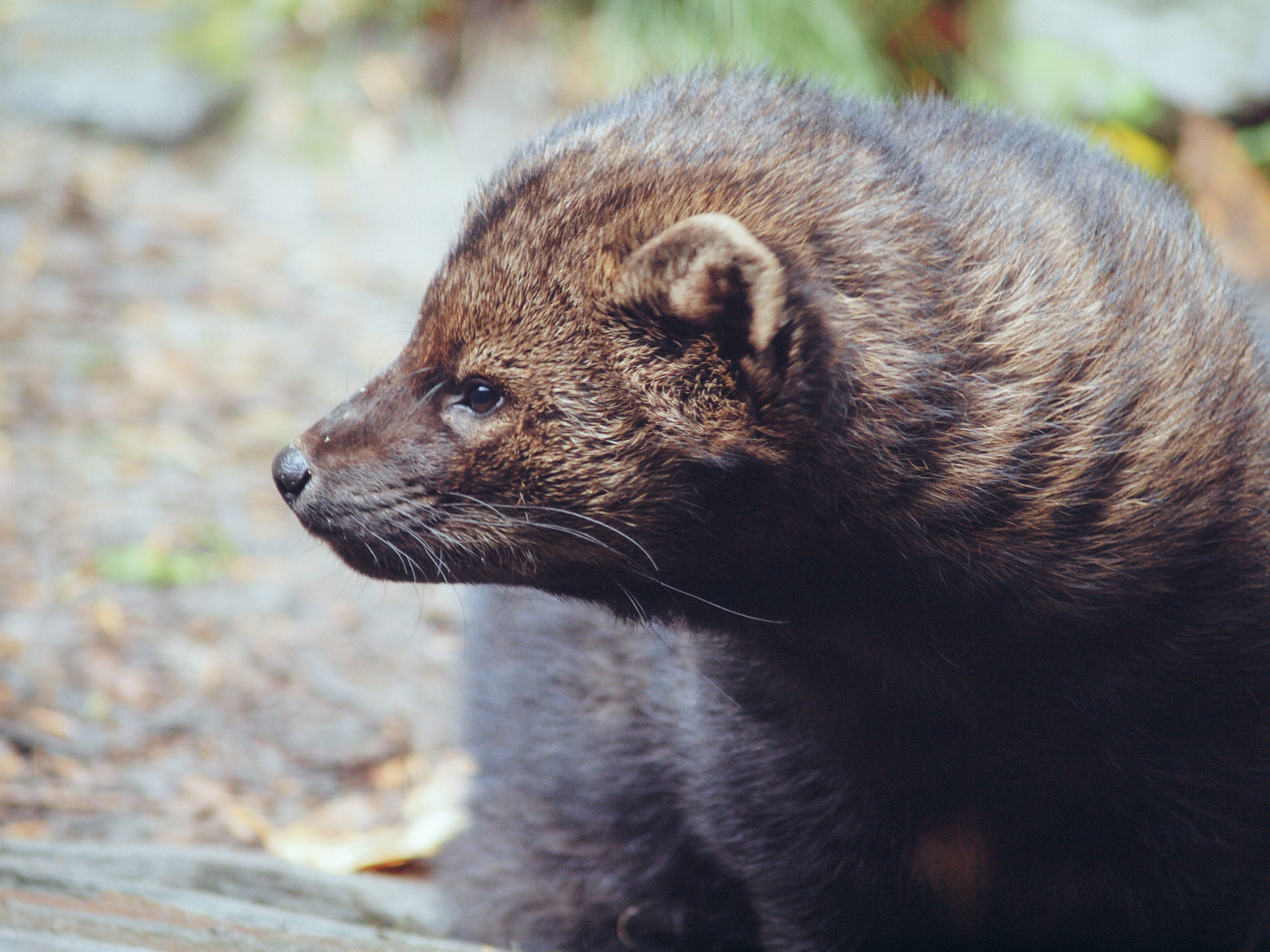
halásznyest (Pekania pennanti)